# نورت دام أيوكسيلياتركه دي بوك (كيبك)
نورت دام أيوكسيلياتركه دي بوك (بالإنجليزية: Notre-Dame-Auxiliatrice-de-Buckland, Quebec)‏ هي بلدية محلية في كيبيك تقع في كندا في Bellechasse regional county municipality. يقدر عدد سكانها بـ 785 نسمة ومساحتها 96.60 كم2 .